# Green Cargo

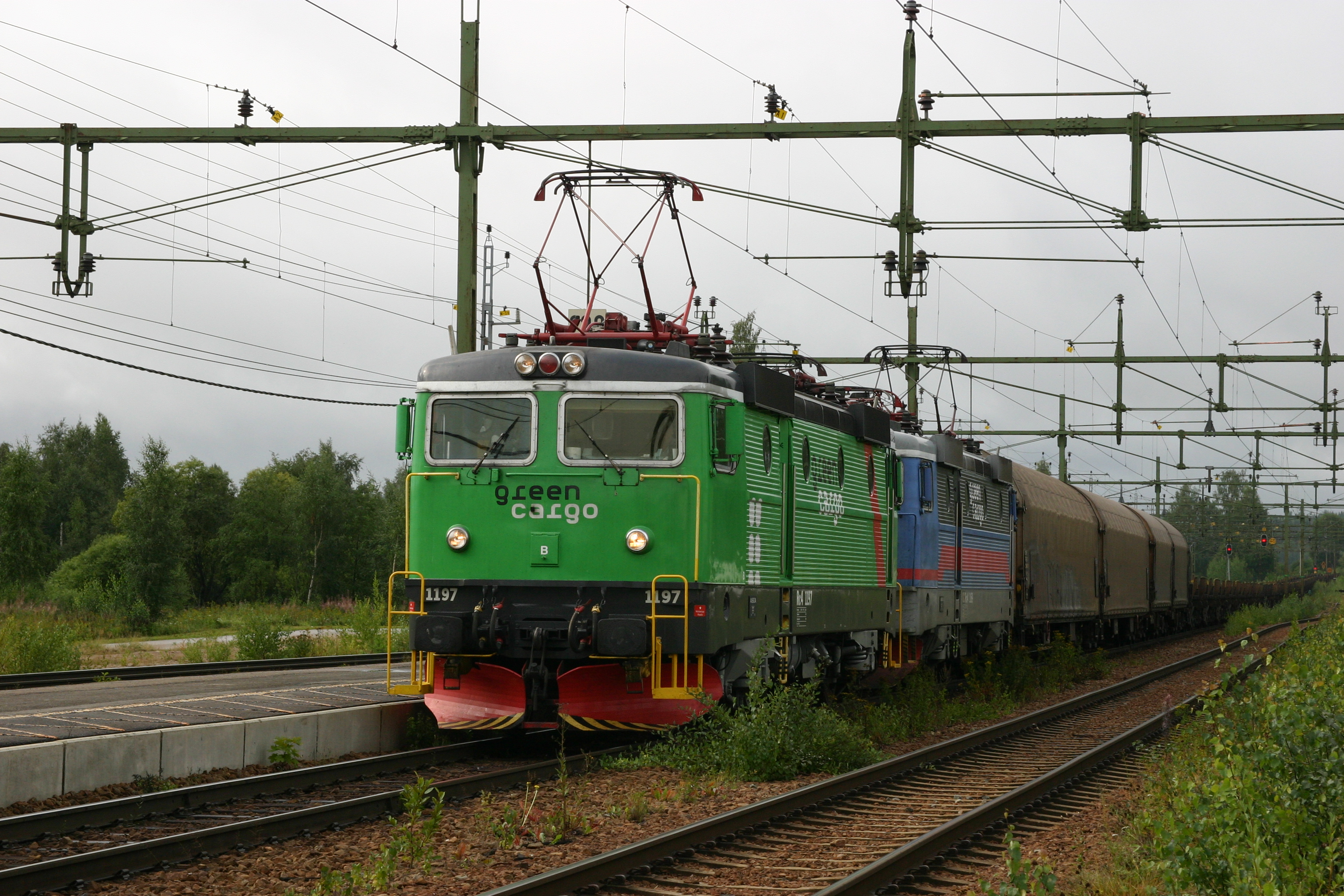

Green Cargo is een Zweeds goederenvervoerbedrijf dat in 2001 ontstond als afsplitsing van de Zweedse nationale spoorwegmaatschappij Statens Järnvägar (SJ). Green Cargo presenteert zich als een milieubewuste onderneming die goederen zo veel mogelijk per spoor vervoert in Zweden en de buurlanden. Green Cargo bezit 419 locomotieven waarvan het grootste deel oorspronkelijk van SJ afkomstig.
Sinds 2008 bezit Green Cargo 49% van de aandelen in het Deense bedrijf DB Schenker Rail Danmark Services, een joint venture met het Duitse DB Schenker Rail.

## Northland Resources
Green Cargo heeft op 24 april 2012 een contract met Northland Resources S.A. getekend voor een periode van 5 jaar voor het vervoer van ertsconsentraat tussen de overslagplaats te Svappavaara en de haven van Narvik. Voor dit vervoer heeft Northland Resources 150 wagons en een optie van 92 wagons bij Kiruna Wagon laten bouwen. Deze treindienst zal in januari 2013 beginnen. De treinen worden samengesteld uit 3 locomotieven en 40 wagons met een gewicht van ca. 5000 ton.

## Locomotieven
Green Cargo gebruikt locomotieven van de types:
- Rc 1
- Rc 2
- Rc 3
- Rc 4
- Rd
- Re
- Rm
- T 44
- Td